# Данько, Владимир Антонович
Владимир Антонович Данько (14 декабря 1941, Сервечь, Гродненская область, БССР, СССР — 18 июня 2018 Минск, Белоруссия) — советский и белорусский политический деятель, Министр внутренних дел Республики Беларусь (1994), генерал-лейтенант.

## Биография
Родился 14 декабря 1941 года в посёлке Сервечь Кореличского района Гродненской области, БССР. В сентябре 1961 года пошёл служить в танковые войска Белорусского военного округа. Окончил юридический факультет БГУ имени В. И. Ленина.
- В 1965—1967 годах — участковый уполномоченный отдела милиции Фрунзенского райисполкома города Минска.
- В 1967—1981 годах — старший инспектор службы Фрунзенского отдела милиции; инспектор, начальник отделения службы, заместитель начальника отдела внутренних дел Минского Центрального райисполкома, начальник отдела внутренних дел Московского райисполкома города Минска.
- В 1981—1985 годах — заместитель начальника, начальник управления охраны общественного порядка МВД БССР.
- В 1985—1991 годах — начальник УВД Гродненского облисполкома.
- В 1991—1994 годах — заместитель министра внутренних дел Республики Беларусь.
- С 28 февраля 1994 по 28 июля 1994 — министр внутренних дел Республики Беларусь. После избрания и снятия с данной должности Юрия Захаренко в 1995—1999 годах руководил академией МВД Республики Беларусь. За многолетнюю плодотворную работу в органах внутренних дел и большой личный вклад в укрепление правопорядка в республике был награждён орденом «За службу Родине».

Скончался 18 июня 2018 года в городе Минске.